# ATP Challenger Trnava
Das ATP Challenger Trnava (offizieller Name: Strabag Challenger Open) war ein von 2007 bis 2016 jährlich stattfindendes Tennisturnier in Trnava. Es war Teil der ATP Challenger Tour und wurde im Freien auf Sandplatz ausgetragen. Jaroslav Pospíšil ist mit zwei Titeln im Doppel sowie einem Titel im Einzel Rekordsieger des Turniers.

## Bisherige Sieger

### Einzel
| Jahr | Sieger                | Finalgegner          | Ergebnis       |
| ---- | --------------------- | -------------------- | -------------- |
| 2016 | Steve Darcis          | Jordi Samper Montaña | 6:3, 6:4       |
| 2015 | Robin Haase           | Horacio Zeballos     | 6:4, 6:1       |
| 2014 | Andreas Haider-Maurer | Antonio Veić         | 2:6, 6:3, 7:64 |
| 2013 | Julian Reister        | Adrian Ungur         | 7:63, 6:3      |
| 2012 | Andrei Kusnezow       | Adrian Ungur         | 6:3, 6:3       |
| 2011 | Íñigo Cervantes       | Pavol Červenák       | 6:4, 7:63      |
| 2010 | Jaroslav Pospíšil     | Juri Schtschukin     | 6:4, 4:6, 6:3  |
| 2009 | Oleksandr Dolhopolow  | Lamine Ouahab        | 6:2, 6:2       |
| 2008 | Alberto Martín        | Julian Reister       | 6:2, 6:0       |
| 2007 | Jan Hernych           | Tomáš Zíb            | 6:3, 3:6, 6:4  |

### Doppel
| Jahr | Sieger                                | Finalgegner                           | Ergebnis          |
| ---- | ------------------------------------- | ------------------------------------- | ----------------- |
| 2016 | Sander Gillé Joran Vliegen            | Tomasz Bednarek Roman Jebavý          | 6:2, 7:5          |
| 2015 | Wesley Koolhof Matwé Middelkoop       | Kamil Majchrzak Stéphane Robert       | 6:4, 6:2          |
| 2014 | Roman Jebavý Jaroslav Pospíšil (2)    | Stephan Fransen Robin Haase           | 6:4, 6:2          |
| 2013 | Marin Draganja Mate Pavić             | Aljaž Bedene Jaroslav Pospíšil        | 7:5, 4:6, [10:6]  |
| 2012 | Nikola Ćirić Goran Tošić              | Mate Pavić Franko Škugor              | 7:60, 7:5         |
| 2011 | Colin Ebelthite Jaroslav Pospíšil (1) | Aljaksandr Bury Andrej Wassileuski    | 6:3, 6:4          |
| 2010 | Karol Beck Lukáš Rosol                | Alexander Peya Martin Slanar          | 4:6, 7:63, [10:8] |
| 2009 | Grigor Dimitrow Teimuras Gabaschwili  | Jan Minář Lukáš Rosol                 | 6:4, 2:6, [10:8]  |
| 2008 | David Škoch Igor Zelenay (2)          | Daniel Köllerer Michal Mertiňák       | 6:3, 6:1          |
| 2007 | Filip Polášek Igor Zelenay (1)        | Diego Junqueira Rubén Ramírez Hidalgo | 6:1, 6:4          |